# Ophiophrura tripapillata
Ophiophrura tripapillata is een slangster uit de familie Ophiomyxidae.
De wetenschappelijke naam van de soort werd in 2005 gepubliceerd door Sabine Stöhr & M. Segonzac.